# Phantosmie
Phantosmie ist die Geruchswahrnehmung in Abwesenheit einer entsprechenden Reizquelle (Riechstoffe).
Phantosmie tritt nach Infektionen oder als Folge eines Traumas auf. Die Geruchswahrnehmung wird dabei meist als unangenehm empfunden. Sie bildet sich oft langfristig (Jahre) zurück.
Die Phantosmie ist ein neurophysiologisches Krankheitssymptom, dessen Ursache bisher ungeklärt ist. Sie ist eine olfaktorische (den Geruch betreffende) Halluzination, also eine trughafte (täuschende) Sinneswahrnehmung ohne Reizursache.